# Astragalus distinens
Astragalus distinens är en ärtväxtart som beskrevs av George Macloskie. Astragalus distinens ingår i släktet vedlar, och familjen ärtväxter. Inga underarter finns listade i Catalogue of Life.